# 377. Infanterie-Division (Wehrmacht)
La 377. Infanterie-Division fu una divisione dell'esercito tedesco attiva durante la seconda guerra mondiale che venne creata nel 1942 e fu schierata lungo il fronte orientale dove fu distrutta nel 1943.

## Storia
La divisione fu costituita il 31 marzo 1942, vicino a Le Mans, nel nord della Francia. Dopo la sua formazione fu impiegata per compiti di sicurezza nell'area di Le Mans e fu poi trasferita sul fronte orientale nel giugno 1942, dove fu impiegata nella guerra di trincea nell'area di Kursk e dal luglio 1942 vicino a Voronezh, subendo gravi perdite. Dopo l'offensiva dell'Armata Rossa nell'inverno 1942/1943, la divisione fu distrutta nella zona di Sumy nel marzo 1943 ed i suoi resti furono distribuiti alle divisioni dell'XIII. Armeekorps.

## Ordine di battaglia
- Infanterie-Regiment 768
- Infanterie-Regiment 769
- Infanterie-Regiment 770
- Artillerie-Regiment 377
- Pionier-Bataillon 377
- Panzerjäger-Abteilung 377
- Infanterie-Divisions-Nachrichten-Abteilung 377
- Infanterie-Divisions-Nachschubtruppen 377[1]

## Decorazioni
Un soldato della 377. Infanterie-division fu premiato con la Croce di Cavaliere della croce di ferro con rami di quercia per le sue azioni in guerra.

## Comandanti
- Generalleutnant Erich Bäßler (1º aprile 1942 - 15 dicembre 1942)
- Generalleutnant Adolf Lechner (15 dicembre 1942 - 29 gennaio 1943)
- Generalleutnant Adolf Sinzinger (29 gennaio 1943 - marzo 1943)[1]